# Hogna tlaxcalana
Hogna tlaxcalana là một loài nhện trong họ Lycosidae.
Loài này thuộc chi Hogna. Hogna tlaxcalana được Willis J. Gertsch & Michael Davis miêu tả năm 1940.